# Marvin Schulz
Marvin Schulz (Mülheim an der Ruhr, 15 gennaio 1995) è un calciatore tedesco, difensore dell'Holstein Kiel.

## Carriera
Marvin è arrivato nel Gladbach nel 2003 ed è interamente cresciuto nel club per circa 11 anni fino al debutto in prima squadra. Il 10 agosto del 2015 ha fatto il suo debutto nella vittoria esterna per 4-1 contro il St. Pauli. L'esordio in campionato arriverà un anno dopo contro il Borussia Dortmund ma sarà meno fortunato visto che non sarà autore di una gran prestazione, e la squadra perderà per 4 a 0.

## Palmarès

### Club

#### Competizioni nazionali
- Coppa Svizzera: 1

Lucerna: 2020-2021